# Masakra w Lattimer

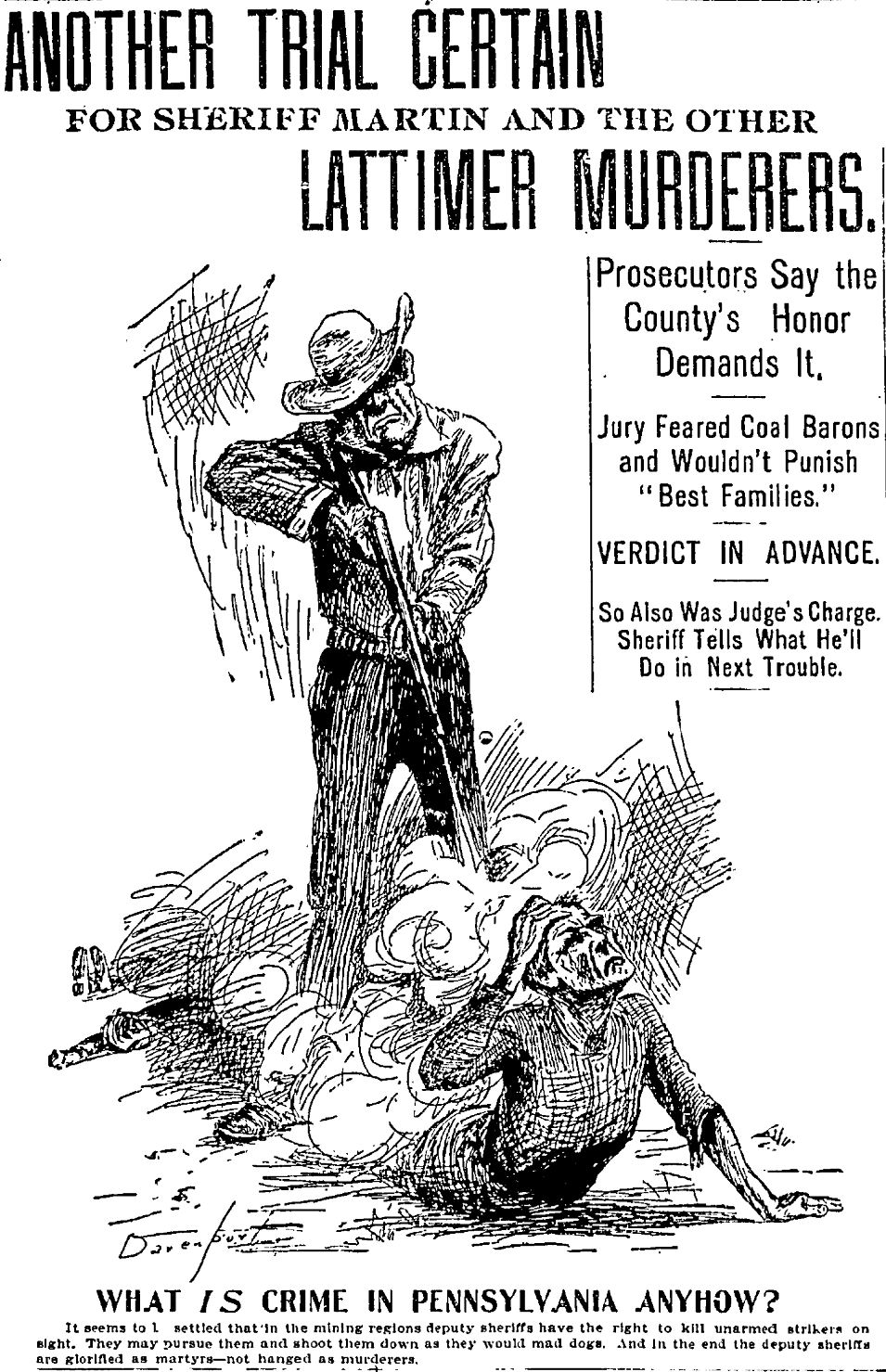

Masakra w Lattimer – określenie brutalnie stłumionego przez policję protestu górników w Lattimer w stanie Pensylwania.
10 września 1897 r. około 300–400 górników zebrało się do udziału w marszu protestacyjnym przeciw niskim płacom i złym warunkom pracy. Demonstranci wyrażali również poparcie dla nowo powstałego Związku Górników Amerykańskich. Wśród demonstrantów byli głównie Polacy, Słowacy, Litwini i Niemcy. Po dotarciu marszu do kopalni, szeryf James F. Martin nakazał protestującym rozejście się, ale wobec ich odmowy doszło do przepychanek, a próba wyrwania jednemu z nich amerykańskiej flagi skończyła się otwarciem przez policję ognia do nieuzbrojonego tłumu. W zajściu zginęło 19 górników, a od 17 do 49 zostało rannych. Szeryf i jego podwładni byli sądzeni za przekroczenie uprawnień, ale zostali uniewinnieni.
W 1972 r. w miejscu zdarzenia wzniesiono pomnik z nazwiskami ofiar.